# Stammlager VIII A

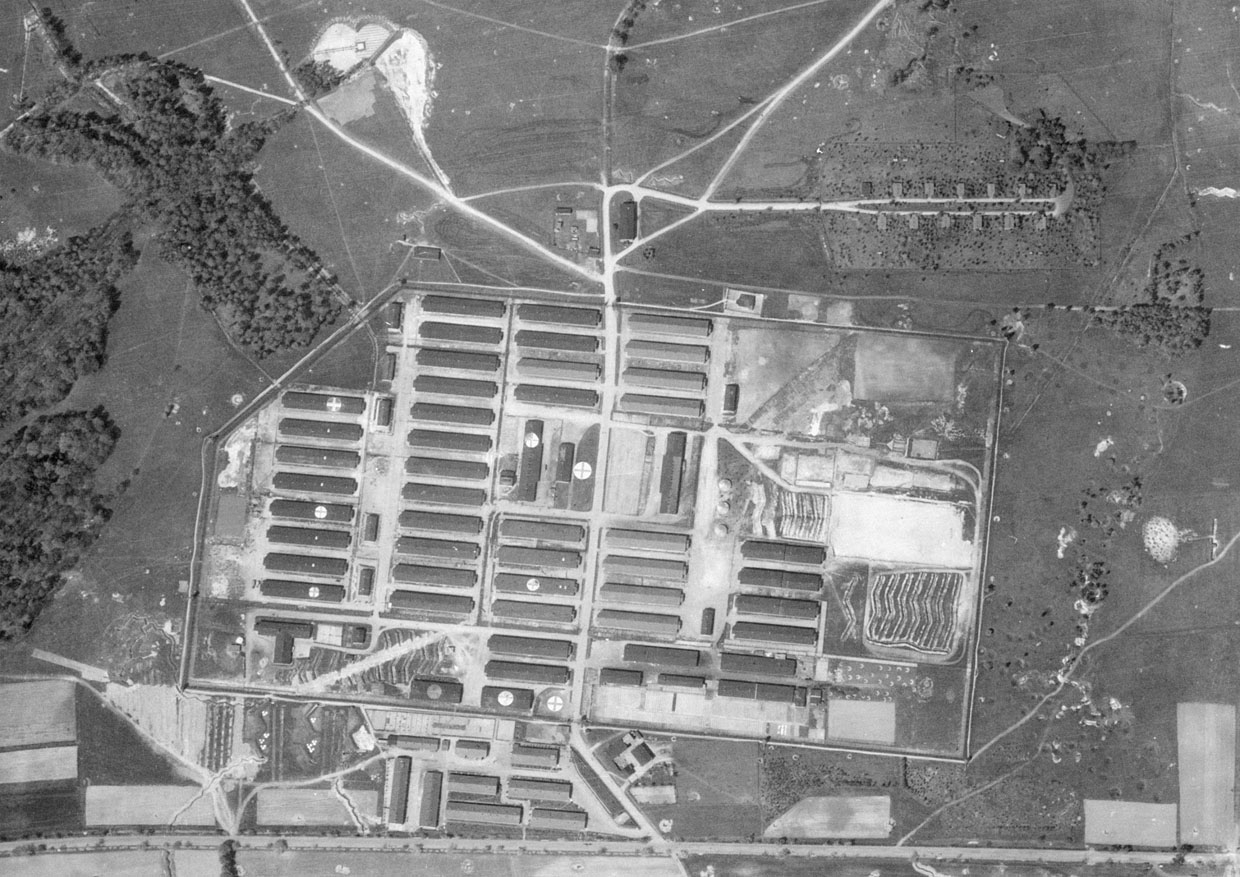
Luftbild des Kriegsgefangenenlagers Stalag VIII A (1945, Ausrichtung Norden nach rechts)

Das Stammlager VIII A (kurz: Stalag VIII A) war ein Kriegsgefangenenlager der deutschen Wehrmacht im Zweiten Weltkrieg. Es befand sich im Süden der Stadt Görlitz im Stadtteil Moys östlich der Lausitzer Neiße. Heute liegt das Gelände im Stadtteil Ujazd von Zgorzelec, ul. Jenców Stalagu VIII A 1 Kozlice, 59-900 Zgorzelec. In diesem Lager wurden die kriegsgefangenen Mannschaften und Unteroffiziere registriert und auf Arbeitskommandos verteilt.

## Geschichte

### Dulag
Bereits im August 1939 wurde in Görlitz eine Kommandantur für ein Kriegsgefangenenlager gebildet. Die Inbetriebnahme des Dulags (Durchgangslager) für die ersten polnischen Gefangenen erfolgte am 23. September 1939 auf einem 18 Hektar großen Feld an der Leopoldshainer Straße (heutige ulica Lubańska). Zur Hauptaufgabe der Gefangenen wurde der Aufbau des eigentlichen Kriegsgefangenenlagers. Ende 1939 wurden Kriegsgefangene bereits in das neu errichtete Stalag an der Seidenberger Straße (heutige ulica Łużycka) im Stadtteil Moys verlegt. Die offizielle Eröffnung des neuen Kriegsgefangenenlagers fand am 23. September 1939 statt. Am 16. Juli 1940 stoppte der Betrieb des Dulags.

### Stalag VIII A
Das Stammlager VIII A war das erste Stalag im Wehrkreis VIII Breslau. Es umfasste folgende Landkreise: Braunau, Trautenau, Hohenelbe, Rothenburg, Bunzlau, Habelschwerdt, Reichenbach, Jauer, Hirschberg, Glatz, Lauban, Löwenberg, Neumarkt, Strehlen, Schweidnitz, Waldenburg, Frankenstein, Görlitz und Goldberg.
Ursprünglich ein Lager der Hitlerjugend, wurde es im Oktober 1939 zu einem Gefängnis für 15.000 polnische Gefangene umgebaut. Im Juni des Jahres 1940 wurden die meisten der polnischen Gefangenen in andere Gefängnisse verlegt. Von August 1940 an war Alois von Bielas Kommandant des Stalag VIII A, er wurde am 3. Juli 1943 durch Oberst Rudolf Teichmann abgelöst.
Ab 1940 wurden primär belgische und französische Truppen, die an der Westfront gefangen genommen wurden, im Görlitzer Stalag untergebracht. Zeitweise waren über 48.000 Personen in den Baracken des Lagers untergebracht, das für die Hälfte an Kriegsgefangenen konzipiert war. Insgesamt gingen schätzungsweise 120.000 kriegsgefangene Soldaten durch das Stammlager.
Im weiteren Kriegsverlauf war das Lager Unterbringungsort für Soldaten verschiedener Nationen. So waren unter anderem auch Engländer, Serben, Jugoslawen, Italiener, Sowjets und US-Soldaten einquartiert. Die sowjetischen Soldaten wurden in einem abgesonderten Bereich im Lager untergebracht.
Dieser Bereich war mit doppeltem Stacheldraht begrenzt, um jeglichen Kontakt mit den westlichen Häftlingen zu unterbinden. Größtenteils hielten sich westliche Kriegsgefangene nur zur Registrierung im Lager auf. Alle Gefangen unterhalb des Ranges eines Gefreiten (Corporal), die nicht anderweitig im Lager beschäftigt waren, wurden Arbeitskommandos zugeteilt und arbeiteten in deutschen Betrieben verschiedener Art, beispielsweise die Waggon- und Maschinenbau AG Görlitz (WUMAG), die Glasfabrik Putzler Penzig (heute: Pieńsk) sowie viele landwirtschaftliche Betriebe. Verwaltet und koordiniert wurde dies alles durch das deutsche Kriegsgefangenenwesen.
Die Befreiung der letzten im Stalag verbliebenen Soldaten fand schrittweise von Februar bis Mai 1945 durch die alliierten Truppen statt.
| Zeit     | FR    | GB   | BE   | PL | Jugoslawen | Serben | Gesamt |
| -------- | ----- | ---- | ---- | -- | ---------- | ------ | ------ |
| 13.06.41 | 21784 | –    | 5254 | 65 | –          | 2365   | 29468  |
| 19.02.42 | 20000 | –    | 5000 | –  | –          | 1863   | 26864  |
| 12.09.42 | 18269 | –    | 4684 | –  | 1909       | –      | 24862  |
| 20.02.43 | 17183 | –    | 4540 | –  | 1842       | –      | 23565  |
| 29.07.43 | 15951 | –    | 4506 | –  | 1675       | –      | 22132  |
| 27.05.44 | 15124 | 2918 | 4196 | –  | 1498       | –      | 23736  |
| 29.11.44 | 17906 | 1499 | 4088 | 37 | 1568       | –      | 28292  |

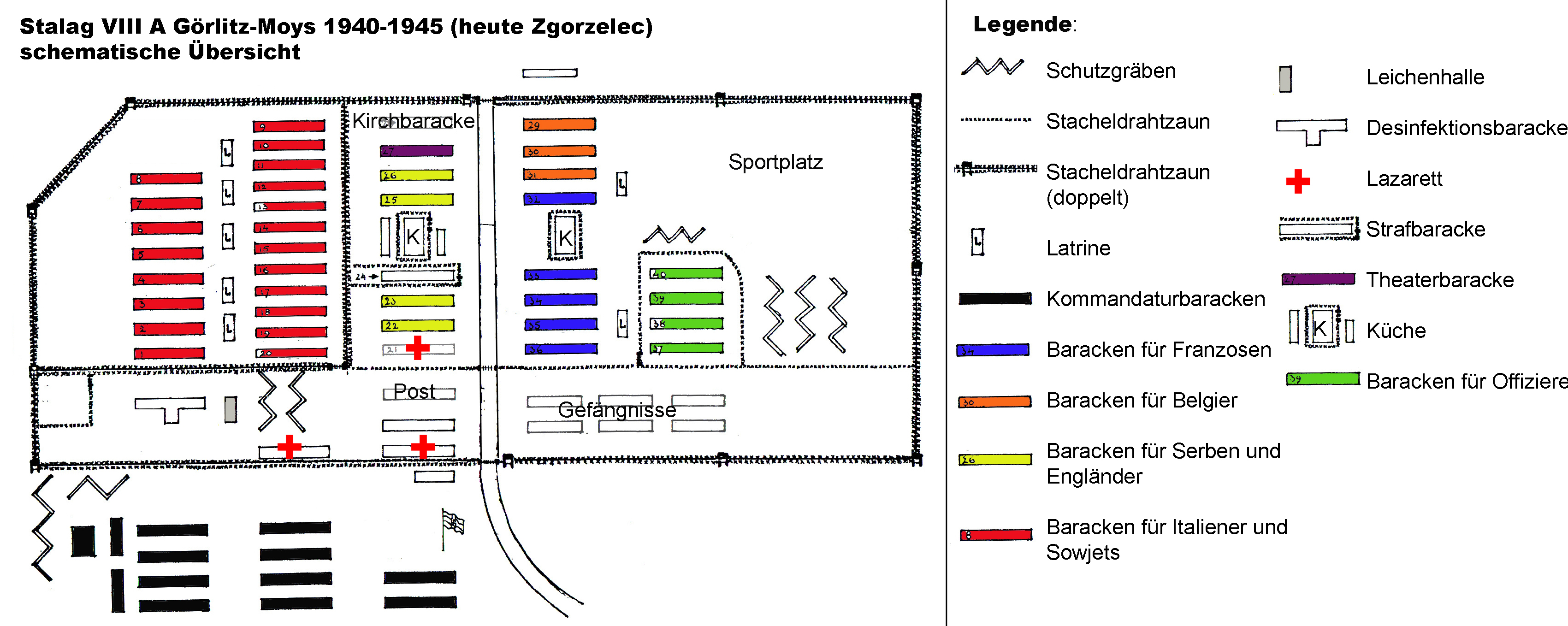
Schematische Übersicht über das Stalag VIII A im heutigen Zgorzelec

Anzahl und Nationalitäten der Kriegsgefangenen in den Jahren 1941–1944

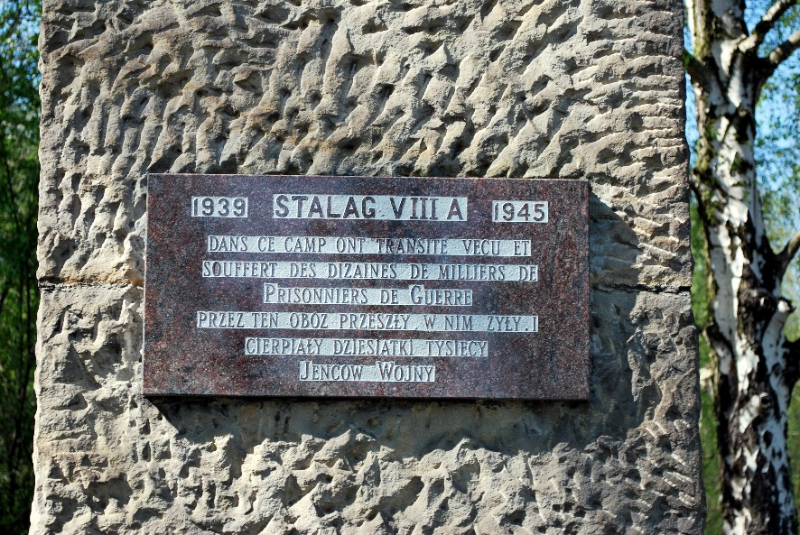
Tafel am Mahnmal Stalag VIII A in Zgorzelec

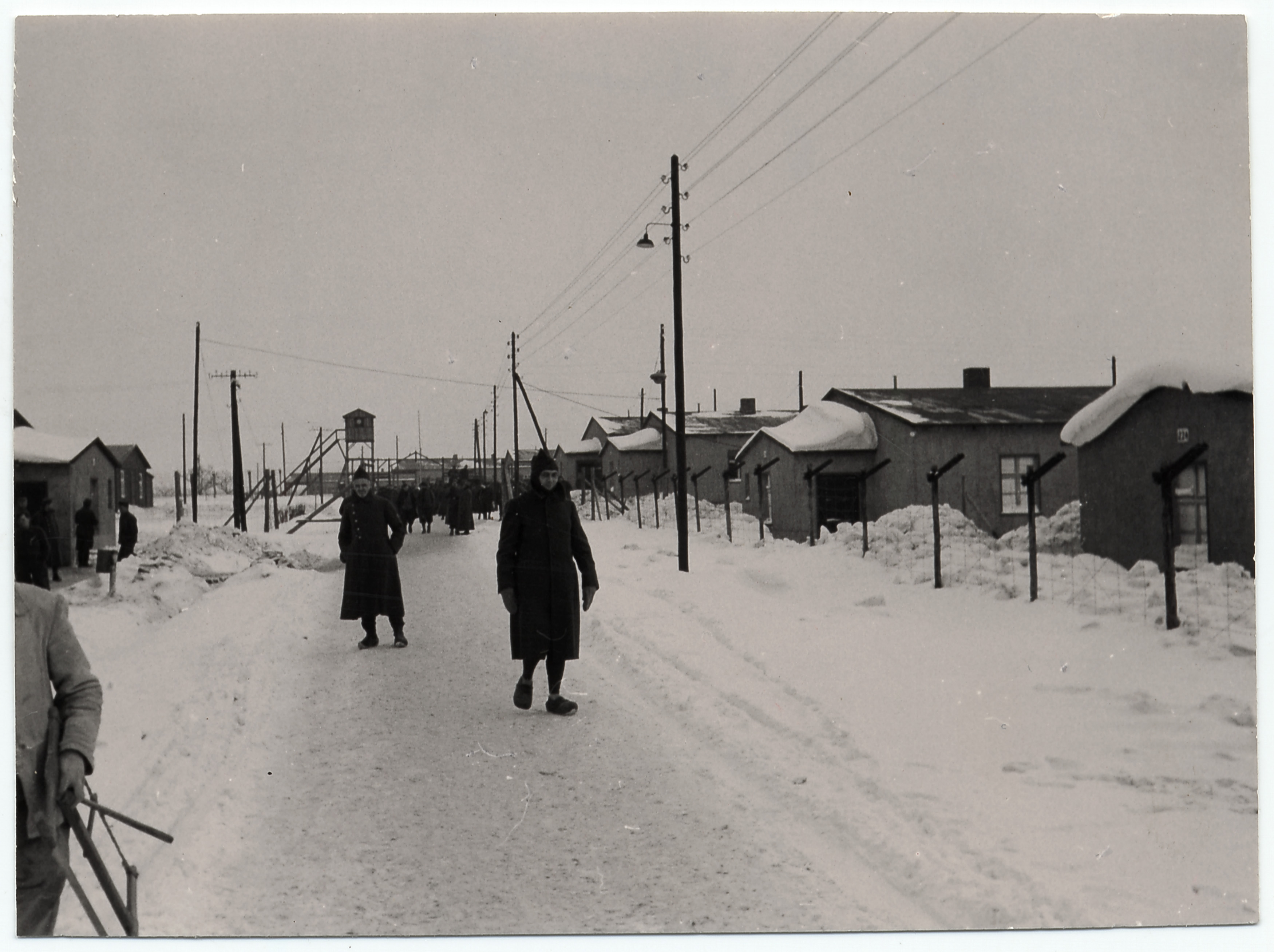
Historische Impression aus dem Stalag VIII A

## Besonderheiten

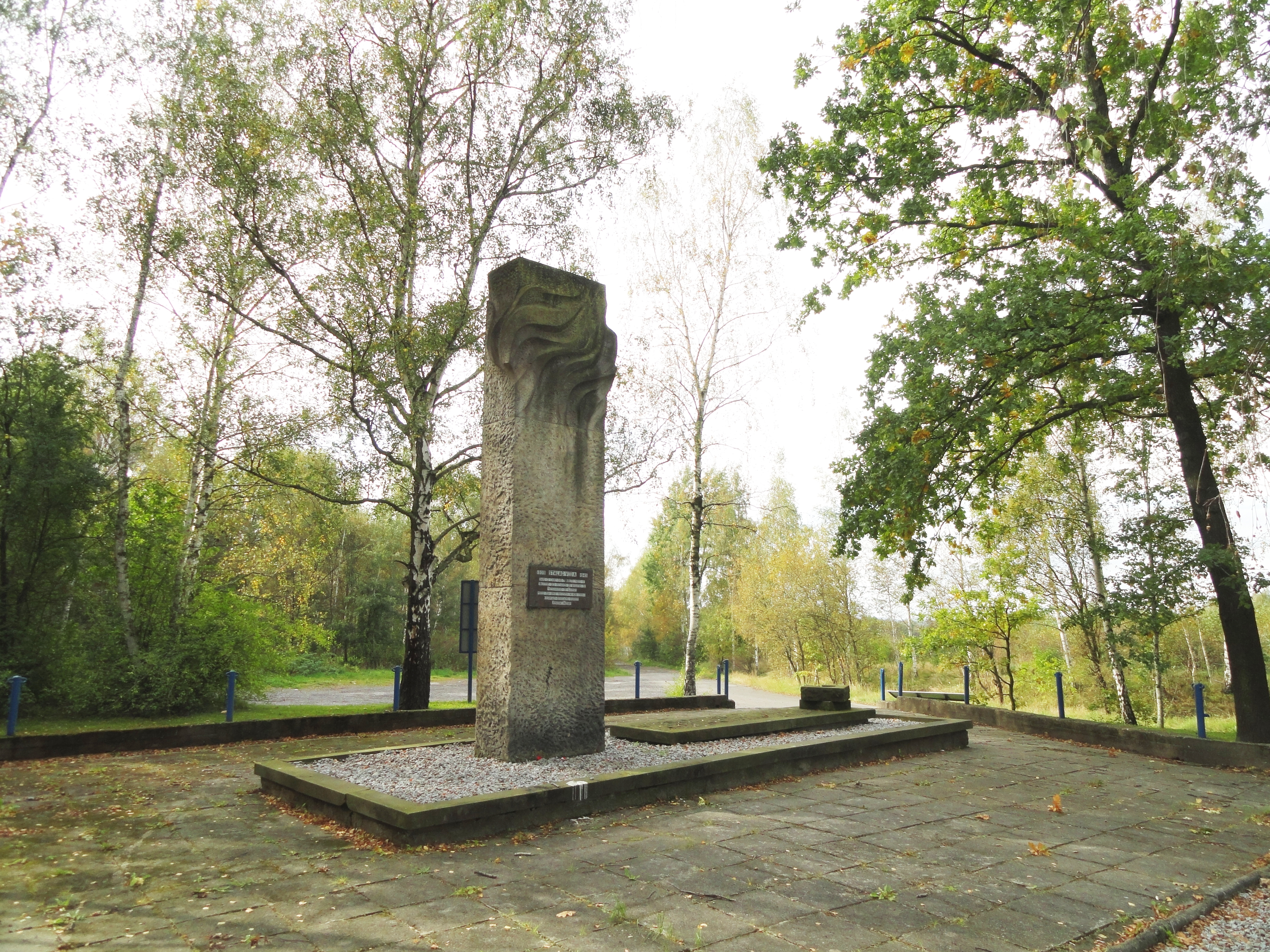
Denkmal für die Opfer des Stalag VIIIA im polnischen Zgorzelec

Im Stammlager VIII A vollendete der französische Komponist Olivier Messiaen sein Werk Quatuor pour la fin du temps (Kammermusik).
Mit der Hilfe des deutschen Offiziers Carl-Albert Brüll gelangte er an Notenpapier und Bleistifte und konnte sogar in einem abgetrennten Raum in der Theaterbaracke komponieren. Die Aufführung fand schließlich in der bitterkalten, dunklen Nacht des 15. Januar 1941 gegen 18:00 Uhr in der Theaterbaracke 27 B statt. Messiaen, der Klavier spielte, wurde von Jean Le Boulaire an der Violine, Henri Akoka, Klarinette, und von Étienne Pasquier am Cello begleitet. Messiaen war von Juni 1940 bis März 1941 im Görlitzer Stammlager interniert.

## Erinnerung
Eine der ersten Personen, die die Geschichte des Stalag VIII A nach langer Zeit des Vergessens wieder in das Bewusstsein der Öffentlichkeit brachte, war der Historiker und Lehrer Roman Zgłobicki. Er veröffentlichte seine Forschungen im Jahr 1995 mit dem Buch Obozy i cmentarze wojenne w Zgorzelcu.
Seit dem Jahr 2006 arbeitet der Görlitzer Verein Meetingpoint Memory Messiaen e. V. die Geschichte des ehemaligen Kriegsgefangenenlagers auf. Initiiert wurde der Verein durch den Theaterregisseur Albrecht Götze. 2011 wurde der Verein mit dem Sächsischen Bürgerpreis ausgezeichnet. Der Verein veranstaltet im Rahmen der Messiaen Tage ein Januarkonzert, das jeweils am 15. Januar stattfindet. Dabei wird mit der Aufführung des Quatuor pour la fin du temps, an Messiaens Uraufführung des Werkes im Stalag erinnert.
2015 wurde auf dem Gelände des ehemaligen Kriegsgefangenenlagers das „Europäische Zentrum Erinnerung, Bildung Kultur“ als Gedenk- und Begegnungsstätte eröffnet, welches von der gleichnamigen Stiftung unter der Leitung von Kinga Hartmann-Wójcicka geführt wird. Das Zentrum liegt im Dreiländereck Polen-Deutschland-Tschechien.
Es beinhaltet eine Ausstellung und dient dem Gedenken an die Geschichte des Ortes. Darüber hinaus dient es der Begegnung der verschiedenen Nationen und Altersgruppen im Rahmen der kulturellen und künstlerischen Bildung.

## Belege
1. ↑  Stalag VIIIA. In: pegasusarchive.org. 2006, ehemals im Original (nicht mehr online verfügbar); abgerufen am 17. Mai 2012. (Seite nicht mehr abrufbar. Suche in Webarchiven)
2. 1 2  Über das Stalag VIII A (Seite nicht mehr abrufbar, festgestellt im Mai 2019. Suche in Webarchiven)  Info: Der Link wurde automatisch als defekt markiert. Bitte prüfe den Link gemäß Anleitung und entferne dann diesen Hinweis., Meetingpoint Messiaen, abgerufen am 5. Februar 2014.
3. ↑  IKRK – Nachforschungen durch Hannelore Lauerwald
4. ↑  Alex Ross: The Rest Is Noise: Messiaen’s Quartet for the End of Time. In: The New Yorker. 22. März 2004, abgerufen am 17. Mai 2012.
5. ↑  http://wordpress.themusicpoint.net/?page_id=3085@1@2Vorlage:Toter+Link/wordpress.themusicpoint.net+(Seite+nicht+mehr+abrufbar,+festgestellt+im+Mai+2019.+Suche+in+Webarchiven) Datei:Pictogram+voting+info.svg Info:+Der+Link+wurde+automatisch+als+defekt+markiert.+Bitte+prüfe+den+Link+gemäß+Anleitung+und+entferne+dann+diesen+Hinweis. Abgerufen am 5. Februar 2014
6. ↑  Zgłobicki, Roman (1995). Obozy i cmentarze wojenne w Zgorzelcu Urząd Miejski
7. ↑  meetingpoint-memory-messiaen.eu, abgerufen am 7. September 2023.

Koordinaten: 51° 7′ 10,6″ N, 15° 0′ 48,4″ O